# Dewanganj (Bangladesh)
Pour les articles homonymes, voir Dewanganj.
Dewanganj (en bengali : দেওয়ানগঞ্জ) est une upazila du Bangladesh dans le district de Jamalpur. En 1991, on y dénombrait 193 182 habitants.